# Hollander (papier)

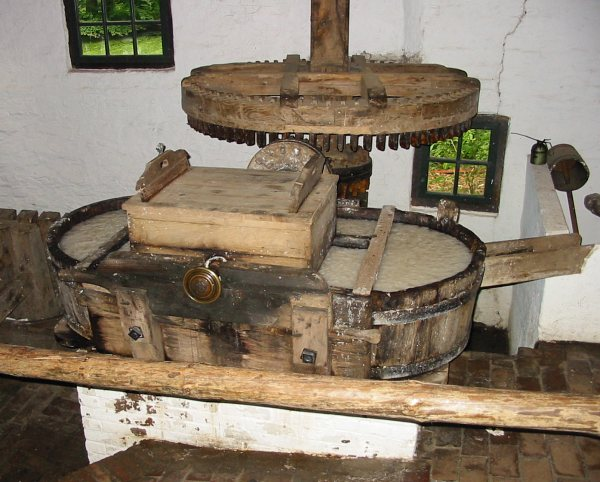
Een hollander

Een maalbak  of hollander is een machine die gebruikt wordt om de papiervezels voor te behandelen voor de productie van papier. Het is een van oorsprong Nederlandse uitvinding (vandaar de naam) die een revolutie teweegbracht in het papiermaken. De maalbak werd in de Zaanstreek uitgevonden en in 1672 verder geschikt gemaakt voor de bereiding van papier.
De hollander bestaat uit een kuip die gevuld wordt met een mengsel van papiervezels (vezels uit hout of uit kleren) en water. In de kuip bevindt zich een trommel met messen erop (ijzeren staven) die wordt aangedreven. Normaliter is de bodem onder de trommel aangepast zodat hij de contouren van de trommel volgt. Op de bodem zijn ook messen, de maalplaat, aangebracht.
De vezel komt tussen de messen, waardoor deze of wordt geknipt of wordt beschadigd. Het knippen en beschadigen verkort de vezel, waardoor het papier fijner wordt. Het beschadigen is een proces waarbij fibrillen uit de oppervlakte van de vezel worden losgemaakt. Hierdoor wordt de oppervlakte van de vezel vergroot en worden meer plaatsen vrijgemaakt voor het vormen van een waterstofbrug, die zorgt voor de binding tussen de vezels. Het behandelen van papiervezels met de Hollander zorgt dus voor een sterker papier. 
Afhankelijk van de ingestelde afstand tussen de messen op de rotor en op de stator zal de maling meer knippend zijn of meer fibrillerend. De afstand wordt met de binnen- en buitenlicht ingesteld afhankelijk van de papiersoort die wordt geproduceerd.
Door het bewegen van de trommel ontstaat een pompende beweging zodat de vezelmassa wordt gecirculeerd; hierdoor wordt verzekerd dat alle vezels behandeld worden.
De hollander, vroeger heel algemeen gebruikt, wordt alleen nog ingezet voor heel speciale papiersoorten. Tegenwoordig wordt de maling van de vezels gedaan met een refiner.
|  |  |
|  |  |